# Kit & Co
Kit & Co (auch Kit & Co. – Lockruf des Goldes) ist ein DEFA-Spielfilm aus dem Jahr 1974. Er beruht auf Jack Londons Romanen Alaska-Kid und Kid & Co. Der Film wurde mit den damals bekanntesten und beliebtesten Schauspielern (allein Armin Mueller-Stahl wurde fünfmal zum beliebtesten Schauspieler des Landes gewählt) der DDR gedreht und war dementsprechend auch sehr erfolgreich.

## Handlung
Ende des 19. Jahrhunderts: Christopher Bellew, genannt Kit, arbeitet als Journalist der Zeitschrift „Billow“ in San Francisco. Als er von den Goldfunden in Alaska hört, versucht er seinen Chef O’Hara zu überreden, ihn als Reporter in den Norden gehen zu lassen. Als dieser das Angebot ablehnt, kündigt Kit noch am selben Tag und macht sich auf den Weg ins „Goldland“. Kaum angekommen, macht er die Bekanntschaft der attraktiven Joy, Tochter des erfolgreichen Goldsuchers Louis Gastell. Kurze Zeit später befindet sich Kit Richtung Landinneres und wird mit dem harten Wetter Alaskas konfrontiert. Als er im strömenden Regen zusammenbricht, hilft ihm Goldsucher Shorty, der gemeinsam mit ihm den Weg fortsetzt.
In Dawson City beginnt Kit eine Schlägerei aus Eifersucht mit dem erfahrenen Goldsucher Wild Water Bill. Er bewohnt mit Shorty eine kleine Hütte und kann sich nur sehr bescheidene Mahlzeiten leisten. Dies ändert sich jedoch schnell, als Kit ein System beim Roulette entdeckt und so Tausende von Dollar gewinnt. Eine neue Hütte, gute Verpflegung sowie eine exzellente Ausrüstung sind die Folge. Als sie schon eine enorme Summe an Geld gewonnen haben, verkauft Kit sein angebliches (die Roulettemaschine hat sich verbogen, weil der Spieltisch zu nah am Ofen steht) System an den Besitzer Slavovitz.
Auf dem Weg zu einem Bach, von dem Goldfunde gemeldet wurden, werden sie durch eine List von Joy und ihrem Vater ferngehalten und gehen leer aus. Nachdem die beiden unschuldig fast gehängt wurden, machen sie sich auf die Suche nach dem „Überraschungssee“ und entdecken ihn tatsächlich, was ihnen zu Ruhm als Goldsucher verhilft. Inzwischen haben sich Shorty und Kit wieder mit den Gastells versöhnt und bekommen den Tipp, dass ein Wettrennen mit Hunden um eine Million Dollar stattfindet. Sie kaufen die besten Hundeschlitten; Kit und Wild Water Bill kommen auf einer Höhe ins Ziel. Das Geld wird geteilt; Joy bekommt Kit ganz alleine.

## Kritik
„Unterhaltsamer, in Dekors und Schauplätzen stilsicherer Abenteuerfilm, der die humorvoll-derben Akzente der Geschichte betont und seine Darsteller zu hohem körperlichen Einsatz animiert.“

„Der … Film zielt lediglich auf oberflächliche Effekte und platte Komik ab.“

## Sonstiges
Zur Musik von Karl-Ernst Sasse heißt es: „In Kit & Co. begegnen uns ein originelles Thema in der Art eines Gassenhauers und dessen Variationen, je nach Aussage des Bildes parallel mit diesem verbunden. Daneben stehen weniger überzeugende Orchesterparaphrasen illustrativen Charakters.“